# Maschinenfabrik und Eisengießerei Darmstadt
Die Maschinenfabrik und Eisengießerei Darmstadt war von 1837 bis 1879 das größte und bedeutendste Maschinenbau-Unternehmen in Darmstadt. Zeitgleich mit der Maschinenbau-Gesellschaft Heilbronn stellte sie ab 1861 kleine Tenderlokomotiven her, die (nicht nur) in Deutschland als erste Feldbahnlokomotiven zu betrachten sind.

## Geschichte

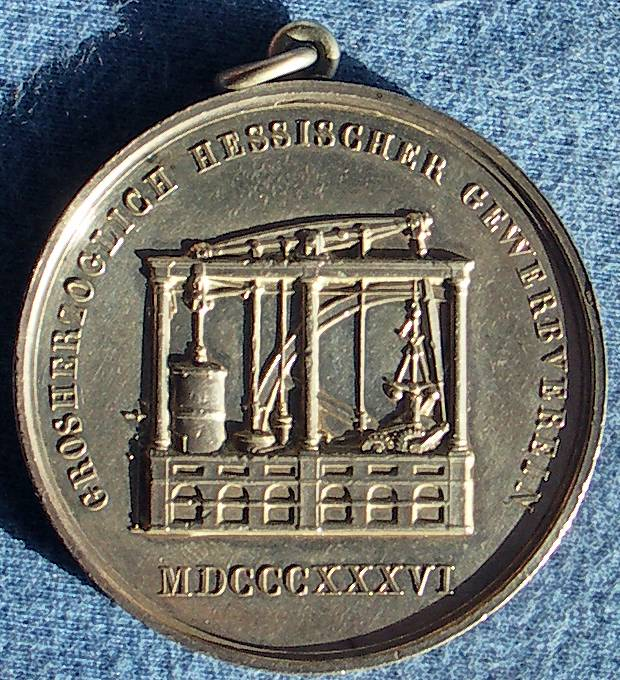
Abbildung der Dampfmaschine Hektor Rößlers auf einer Preismedaille des Landesgewerbevereins von 1839.

Das Unternehmen geht zurück auf eine vom Darmstädter Mechanikus und späteren Münzmeister Hektor Rößler um 1807 eröffnete Werkstätte. Rößler entwickelte dort verbesserte Theodolite, die für die hessische Landesvermessung, beginnend mit der Darmstädter Basis, ab 1808 zum Einsatz kamen. Weiterhin entwarf er nach einem französischen Vorbild die erste Dampfmaschine im Großherzogtum Hessen, die ab 1830 die Maschinen der am Mathildenplatz neu erbauten Darmstädter Münze antrieb. Rößler musste seine Werkstätte 1832 schließen, nachdem er zum Münzrat ernannt worden war.
Sein früherer Werkmeister Johann Ludwig Buschbaum richtete auf dem Gelände der früheren Rößlerschen Werkstatt an der Frankfurter Chaussee 1837 eine Maschinenfabrik ein, die er mit einem oder mehreren Kompagnons als Buschbaum & Comp. betrieb. Das Unternehmen stellte zunächst vorrangig Münzprägemaschinen her, u. a. für die aufgrund des Münchner Münzvertrags von 1837 neu aufgebaute Frankfurter Münze. Mit dem beginnenden Eisenbahnbau lieferte das Unternehmen Dampfmaschinen und spezielle Werkzeugmaschinen für die Werkstätten mehrerer Eisenbahnunternehmen. Den Bedarf an Eisenguss befriedigte das Unternehmen durch drei eigene Kupolöfen. Aus dieser Eisengießerei erhalten sind die Wendeltreppe der Bibliothek von Schloss Herrnsheim bei Worms, zwei Eisenbrücken im dortigen Schlosspark sowie die eisernen Flügeltore des Darmstädter Residenzschlosses hin zum Marktplatz und zur Rheinstraße.

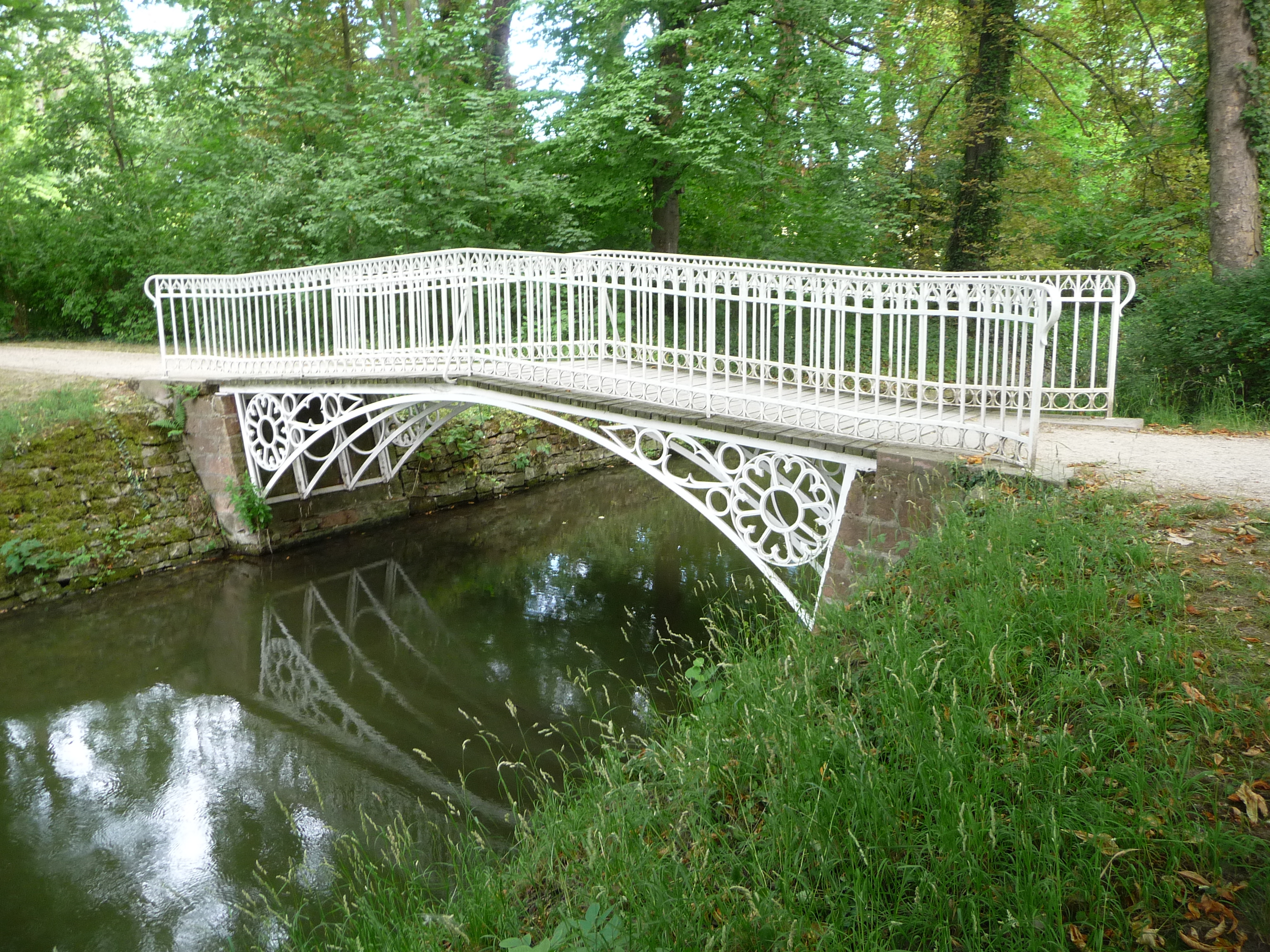
Eisenbrücke von Buschbaum & Comp. im Schlosspark von Herrnsheim.

1844 schied Buschbaum aus dem Unternehmen aus, das sich nunmehr Maschinenfabrik und Eisengießerei Darmstadt nannte, mit dem Ingenieur August Wernher als technischem und Rößlers Bruder Friedrich als kaufmännischem Leiter. 1854 nahm das Unternehmen an der Münchener Industrieausstellung teil und erhielt für seine Münzprägemaschine eine belobende Erwähnung. Inzwischen war Hektor Rößler Eigentümer des Unternehmens geworden. 1856/57 verkaufte der nunmehr 77-jährige Rößler, dessen Nachkommen die Maschinenfabrik nicht übernehmen wollten, das Unternehmen für 50.000 Gulden an die in Darmstadt ansässige Bank für Handel und Industrie.
Zweck des Ankaufs war, die im Eisenbahnwesen bewandte Maschinenfabrik zur Darmstädter Lokomotivwerkstätte der Hessischen Ludwigsbahn zu erweitern, ohne dass die Ludwigsbahn eigene Bauten errichten musste. Zusammen wandelten die Bank, die Ludwigsbahn und zwei vermögende Darmstädter Bürger die Maschinenfabrik und Eisengießerei in eine Aktiengesellschaft um, die neben der Eisenbahnwerkstatt auch andere Aufträge annehmen sollte. Das Grundkapital betrug 250.000 Gulden und konnte laut Statut bei Bedarf erheblich erweitert werden. Aufgrund von Bedenken der hessischen Landesregierung zog sich die Hessische Ludwigsbahn jedoch alsbald wieder aus dem Projekt zurück, so dass dem Unternehmen das eigentlich geplante Standbein wegfiel. Dennoch entwickelten sich die Geschäfte zunächst gut. Neben Dampfkesseln und Dampfmaschinen produzierte die Maschinenfabrik auch Lokomobile und für einen hessischen Bauunternehmer, der in Baden größere Erdmassen für einen Eisenbahnbau bewegen lassen musste, auch eine erste Schmalspur-Tenderlokomotive. Diese Konstruktion erwies sich als sinnvoll, jedoch entstand größerer Bedarf erst mit der Eisenbahnspekulation und dem damit verbundenen Eisenbahnbau Ende der 1860er Jahre. Um 1860 herum waren die Ingenieure Theodor Beck und Carl Schenck in der Maschinenfabrik beschäftigt.
1862 geriet das Unternehmen durch Managementprobleme in eine erhebliche wirtschaftliche Schieflage, die nur durch Ausgabe neuer Aktien im Wert von 150.000 Gulden aufgefangen werden konnte. Erst Ende der 1860er Jahre, als die Konjunktur allgemein anzog, konnte das Unternehmen höhere Dividenden ausschütten. Um 1870 herum spezialisierte es sich auf den Bau der inzwischen verbesserten Tenderlokomotiven, die in Schmalspur als Bauzug- oder Werkslokomotiven oder in Regelspur als Rangier- oder auch Personenzuglokomotiven zum Einsatz kommen konnten. Insgesamt stellte das Unternehmen bis 1879 107 dieser Lokomotiven her. Neben vielen kleinen Unternehmern lieferte die Maschinenfabrik ihre Lokomotiven an die Rheinische Eisenbahn, die Bergisch-Märkische Eisenbahn, die Main-Neckar-Eisenbahn-Gesellschaft und die Kronberger Eisenbahn. Eine dieser Lokomotiven verschlug es auf die Insel Borkum, wo sie als „Moritz“ Dienst tat. In mehreren Fachartikeln wurden die Bauzuglokomotiven für ihre Robustheit und Qualität gelobt.

Schmalspurlokomotive der Maschinenfabrik, 1873 ausgestellt auf der Wiener Weltausstellung.

Zur Produktpalette gehörten neben Dampfkesseln, Dampfmaschinen, Lokomobilen und Lokomotiven auch Dampframmen, Fördermaschinen für den Bergbau, Luftdruckmaschinen für Brückenfundamentierungen unter Wasser, sowie Entwässerungspumpen. 1866 produzierte die Maschinenfabrik Pontons für die kleine Armee des Herzogtums Nassau. Weiterhin vertrieb das Unternehmen in Lizenz Dreschmaschinen von Ransomes and Sims aus Ipswich. Die Maschinenfabrik orientierte sich zunächst in die hessischen Provinzen Starkenburg und Rheinhessen, zudem in den süddeutschen Raum. Als Aktiengesellschaft lieferte sie vorzugsweise in den von Preußen dominierten norddeutschen Raum. Lieferungen sind für das Saargebiet, das Rheinland, Hamburg, Ostpreußen und Oberschlesien bezeugt; daneben gingen einzelne Erzeugnisse auch in die Niederlande und nach Ungarn. Wichtiger Abnehmer war auch das Darmstädter Pharmaunternehmen Merck. Die Maschinenfabrik und Eisengießerei beschäftigte in den 1860er Jahren zwischen 230 und 280 Arbeiter; der höchste Umsatz betrug im Geschäftsjahr 1873/74 etwa 740.000 Reichsmark. Technischer Direktor war ab 1850 Franz Horstmann, kaufmännischer Leiter ab 1863 Ludwig Weber.
Die beginnende Gründerkrise ab 1873 hinterließ bei der Maschinenfabrik ihre Spuren. Der Eisenbahnboom war vorbei, zudem drängten viele neue Unternehmen auf einen stagnierenden Markt. Kampfpreise waren bei Ausschreibungen an der Tagesordnung. Das Unternehmen, das in seiner arbeitsintensiven Fertigung noch eher manufakturmäßig aufgestellt war, konnte hier nicht mithalten und fuhr ab Mitte der 1870er Jahre erhebliche Verluste ein. Diese konnten nicht durch eine ausreichende Kapitaldecke kompensiert werden. Trotz einiger Rationalisierungsmaßnahmen wie der Zusammenführung der beiden Darmstädter Fabrikkomplexe mussten die Aktionäre Ende 1878 die Liquidation des Unternehmens beschließen. Die Produktion wurde Ende Oktober 1879 eingestellt, noch vorhandene Lagerware (darunter auch Lokomotiven) verkauft. Diese Liquidation zog sich bis 1883 hin, wobei die Darmstädter Bank und ihr Tochterunternehmen, die Süddeutsche Immobiliengesellschaft, den Grundbesitz und die Immobilien unter sich aufteilten.

## Auszeichnungen
Buschbaum und Comp. bzw. nachfolgend die Maschinenfabrik und Eisengießerei nahmen von 1837 bis 1876 an mehreren Gewerbe- und Industrieausstellungen teil. In der Regel stellten sie dort Münzprägemaschinen, Lokomobile und Lokomotiven aus. 1839 erhielt das Unternehmen auf der Gewerbeausstellung in Darmstadt eine Silbermedaille, 1854 auf der Ausstellung in München eine belobende Erwähnung, 1861 auf der Landesgewerbeausstellung in Darmstadt eine Große Medaille aus vergoldetem Silber, 1865 auf der Landwirtschaftlichen Ausstellung in Köln und 1867 auf der Weltausstellung in Paris jeweils eine Silbermedaille, sowie 1876 auf der Industrieausstellung in Darmstadt eine Preismedaille. Aus historischer Sicht ist anzumerken, dass im 19. Jahrhundert auf derartigen Ausstellungen Preismedaillen geradezu inflationär vergeben wurden und somit nur eingeschränkt einen Hinweis auf die Qualität der Erzeugnisse geben können.

## Nachwirkung
Das Bürogebäude der Maschinenfabrik und Eisengießerei Darmstadt wurde 1820/21 durch den Weinhändler Jakob Alleborn als Ausflugslokal errichtet. Etwa 1828 erwarb Hektor Rößler das Gebäude, um das sich die „alte Fabrik“ gruppierte. Nach der Liquidation des Unternehmens wurde die Restauration Anfang der 1880er Jahre wieder eröffnet, die bis heute (Stand 2021) als Speisegaststätte weiterlebt. Während das Gelände der „alten Fabrik“ an der Frankfurter Straße durch Wohnbebauung Teil des Blumenthalviertels (heute Johannesviertel) wurde, siedelten sich auf dem Gelände der ab 1857 genutzten „neuen Fabrik“ an der Blumenthalstraße (heute Kasinostraße) in der Nähe der Wagenwerkstätte der Hessischen Ludwigsbahn nacheinander mehrere größere Unternehmen an. Zunächst waren es die Gebrüder Christian und Carl Seck aus Bockenheim, die 1885 ihre 1873 gegründete Mühlenproduktion hierhin verlegten. Durch Eigentümerwechsel und die Umwandlung in eine Aktiengesellschaft wurde hieraus 1889 die Mühlenbauanstalt, Maschinenfabrik und Eisengießerei vorm. Gebr. Seck. Diese wurde 1897 von der Mühlenbauanstalt Luther in Braunschweig übernommen; der Betrieb in Darmstadt wurde zu Ende des Ersten Weltkriegs eingestellt. 1919 übernahm die Aquila A.-G. (im Besitz dreier Frankfurter Rothschild-Brüder) das Gelände und die Einrichtungen und begründete die Bahnbedarf A.-G. Diese wurde 1935 im Zug einer Arisierung mit der Dampfkesselfabrik vormals Arthur Rodberg A.-G. (ebenfalls im Mehrheitsbesitz der Aquila A.-G.) zur Bahnbedarf-Rodberg A.-G. verschmolzen und dabei die jüdischen Eigentümer hinausgedrängt. Seit 1939 firmierte sie unter neuen Eigentümern als Bahnbedarf-Rodberg GmbH, bis das Unternehmen 1969 stillgelegt wurde.
Das Lieferbuch für die Lokomotiven der Maschinenfabrik und Eisengießerei muss mehrere Eigentümerwechsel überstanden haben, denn es liegt eine vollständige Abschrift der wesentlichen Lieferdaten vor; wobei einzelne Einträge durch Abschreiben und irrige Interpretation der handschriftlichen Vermerke des Lieferbuchs fehlerbehaftet sind.